# Gustav-Schwab-Preis
Der Gustav-Schwab-Preis wurde anlässlich des hundertjährigen Jubiläums im Jahr 2009 vom Schwäbischen Heimatbund gestiftet. Er ist benannt nach dem württembergischen Dichter und Historiker Gustav Schwab. Mit dem Preis werden herausragende Arbeiten junger Wissenschaftler  auf dem Gebiet der Geschichte (auch Rechts-, Kunst-, Kirchengeschichte, Volkskunde), der Literatur und Landeskunde des schwäbisch-fränkischen Raums ausgezeichnet. Der Preis ist mit 3000 € dotiert und soll alle zwei Jahre verliehen werden.

## Preisträger
- 2009: R. Johanna Regnath (Tübingen) und Daniel Kirn (Stuttgart)[2]
- 2012: Manuela Oberst (Beilngries)[3]
- 2013: Claudius Kienzle (Marburg/Stuttgart)[4]
- 2015: nicht vergeben
- 2017: Stefanie Neidhardt (Stuttgart) und Matthias Slunitschek (Schwäbisch Hall)[5]
- 2019: Johannes Moosdiele-Hitzler (Lauingen (Donau))[6]